# Arne Dokken
Arne Dokken (* 27. srpna 1955 Drammen, Norsko) je bývalý norský fotbalový útočník a reprezentant, později fotbalový trenér. Mimo Norska hrál na klubové úrovni v Řecku.

## Klubová kariéra
Na klubové úrovni hrál fotbal v Norsku v mužstvech Strømsgodset IF, Lillestrøm SK a Rosenborg BK. V Řecku hrál za Apollon Smyrnis a Panathinaikos FC. Celkem dvakrát se stal nejlepším kanonýrem nejvyšší norské fotbalové ligy:
- v sezóně 1975 nastřílel v dresu Strømsgodset IF 18 gólů (22zápasová sezóna)
- v sezóně 1980 nastřílel v dresu Lillestrøm SK 14 gólů (22zápasová sezóna)

## Reprezentační kariéra
V A-týmu Norska debutoval 28. 8. 1975 v Oslu proti týmu SSSR (výhra 2:0). Celkem odehrál v letech 1975–1984 za norský národní tým 24 zápasů a vstřelil 2 góly.